# پانتوس فارنرود
پانتوس فارنرود (سوئدی: Pontus Farnerud؛ زادهٔ ۴ ژوئن ۱۹۸۰) بازیکن فوتبال اهل سوئد است.

## تیم ملی
وی همچنین در تیم ملی فوتبال سوئد بازی کرده است.